# Persone di nome Wallace
| Questa pagina contiene informazioni ricavate automaticamente dalle voci biografiche con l'ausilio del template Bio e di un bot. L'aggiornamento è periodico e automatico e ricostruisce completamente la pagina. Se manca una persona in questa lista, sei pregato di non aggiungerla, ma accertati piuttosto che la sua voce biografica contenga il template Bio e che i dati anagrafici siano correttamente compilati. Se il template Bio manca, inseriscilo tu stesso o, in alternativa, metti l'avviso {{tmp\|Bio}} che ne segnala la mancanza. Se i dati riportati sono sbagliati, correggi direttamente la voce biografica; le modifiche saranno visibili in questa lista entro pochi giorni. Per chiarimenti vedi il progetto antroponimi. La lista contiene solo le 60 persone che sono citate nell'enciclopedia e per le quali è stato implementato correttamente il template Bio. Pagina aggiornata al 22 giu 2025. |

Questa è una lista di persone presenti nell'enciclopedia che hanno il nome Wallace, suddivise per attività principale.

## Architetti(1)
- Wallace Harrison, architetto statunitense (Worcester, n. 1895 - New York, † 1981)

## Arcieri(1)
- Wallace Bryant, arciere statunitense (Melrose, n. 1863 - Gloucester, † 1953)

## Astronomi(2)
- Wallace John Eckert, astronomo statunitense (Pittsburgh, n. 1902 - Englewood, † 1971)
- Wallace Sargent, astronomo statunitense (Elsham, n. 1935 - Pasadena, † 2012)

## Attori(10)
- Wallace Beery, attore e regista statunitense (Kansas City, n. 1885 - Beverly Hills, † 1949)
- Wally Brown, attore statunitense (Malden, n. 1904 - Los Angeles, † 1961)
- Wally Cox, attore statunitense (Detroit, n. 1924 - Hollywood, † 1973)
- Wallace Erskine, attore inglese (Cheshire, n. 1862 - Massapequa, † 1943)
- Wallace Ford, attore britannico (Bolton, n. 1898 - Woodland Hills, † 1966)
- Wallace Lupino, attore e sceneggiatore britannico (Edimburgo, n. 1898 - Ashford, † 1961)
- Wallace MacDonald, attore e produttore cinematografico canadese (Mulgrave, n. 1891 - Santa Barbara, † 1978)
- Wallace McCutcheon Jr., attore e regista statunitense (New York, n. 1880 - Los Angeles, † 1928)
- Wallace Reid, attore, regista e sceneggiatore statunitense (St. Louis, n. 1891 - Los Angeles, † 1923)
- Wallace Shawn, attore, doppiatore e commediografo statunitense (New York, n. 1943)

## Calciatori(6)
- Wallace Oliveira dos Santos, ex calciatore brasiliano (Rio de Janeiro, n. 1994)
- Wallace Fernando Pereira, ex calciatore brasiliano (Cerquilho, n. 1986)
- Wallace Reis da Silva, calciatore brasiliano (Conceição do Coité, n. 1987)
- Wallace Fortuna dos Santos, calciatore brasiliano (Rio de Janeiro, n. 1994)
- Wallace Alves da Silva, calciatore brasiliano (Ji-Paraná, n. 1989)
- Wallace Yan, calciatore brasiliano (Rio de Janeiro, n. 2005)

## Cestisti(6)
- Wally Borrevik, cestista e allenatore di pallacanestro statunitense (Silverton, n. 1921 - Coos Bay, † 1988)
- Wallace Bryant, ex cestista e allenatore di pallacanestro statunitense (Torrejón de Ardoz, n. 1959)
- Mickey Johnson, ex cestista statunitense (Chicago, n. 1952)
- Wah Wah Jones, cestista e allenatore di pallacanestro statunitense (Harlan, n. 1926 - Lexington, † 2014)
- Wally Rank, ex cestista statunitense (Fort Ord, n. 1958)
- Buck Sydnor, cestista e allenatore di pallacanestro statunitense (Logan County, n. 1921 - Louisville, † 2003)

## Chimici(2)
- Wallace Reed Brode, chimico statunitense (Walla Walla, n. 1900 - Washington, † 1974)
- Wallace Carothers, chimico statunitense (Burlington, n. 1896 - Wilmington, † 1937)

## Climatologi(1)
- Wallace Broecker, climatologo e geologo statunitense (Chicago, n. 1931 - New York, † 2019)

## Filologi(1)
- Wallace Martin Lindsay, filologo classico, latinista e paleografo britannico (Pittenweem, n. 1858 - Saint Andrews, † 1937)

## Fisici(1)
- Wallace Clement Sabine, fisico statunitense (n. 1868 - † 1919)

## Fisiologi(1)
- Wallace Osgood Fenn, fisiologo statunitense (Lanesborough, n. 1893 - Rochester, † 1971)

## Fumettisti(1)
- Wally Wood, fumettista, disegnatore e editore statunitense (Menahga, n. 1927 - Los Angeles, † 1981)

## Giocatori di football americano(1)
- Wally Chambers, giocatore di football americano statunitense (Phenix City, n. 1951 - † 2019)

## Golfisti(1)
- Wallace Shaw, golfista statunitense (Watervliet, n. 1870 - Westfield, † 1960)

## Ingegneri(1)
- Wallace H. Coulter, ingegnere e inventore statunitense (Little Rock, n. 1913 - † 1998)

## Militari(1)
- Wallace Kyle, ufficiale australiano (Kalgoorlie, n. 1910 - Lymington, † 1988)

## Nuotatori(1)
- Wally Wolf, nuotatore e pallanuotista statunitense (Los Angeles, n. 1930 - Santa Ynez, † 1997)

## Pallanuotisti(1)
- Wally Voges, ex pallanuotista sudafricano (Benoni, n. 1936)

## Pallavolisti(2)
- Wallace Martins, pallavolista brasiliano (Rio de Janeiro, n. 1983)
- Wallace de Souza, pallavolista brasiliano (San Paolo, n. 1987)

## Pattinatori artistici su ghiaccio(1)
- Wallace Diestelmeyer, pattinatore artistico su ghiaccio canadese (Kitchener, n. 1926 - Oakville, † 1999)

## Poeti(1)
- Wallace Stevens, poeta statunitense (Reading, n. 1879 - Hartford, † 1955)

## Predicatori(2)
- Wallace Fard Muhammad, predicatore e religioso statunitense (n. 1877)
- Wallace B. Smith, predicatore e religioso statunitense (Lamoni, n. 1929 - Lee's Summit, † 2023)

## Registi(4)
- Wallace Carlson, regista statunitense (Saint Louis, n. 1894 - Chicago, † 1967)
- Wallace Fox, regista statunitense (Purcell, n. 1895 - Hollywood, † 1958)
- Wallace McCutcheon, regista statunitense (New York, n. 1858 - Brooklyn, † 1918)
- Wallace Worsley, regista e attore statunitense (Wappingers Falls, n. 1878 - Hollywood, † 1944)

## Sciatori alpini(1)
- Buddy Werner, sciatore alpino statunitense (Steamboat Springs, n. 1936 - Celerina, † 1964)

## Scrittori(3)
- Wallace Clifton, scrittore e sceneggiatore statunitense (Filadelfia, n. 1871 - New York, † 1931)
- Wallace Thurman, scrittore, saggista e giornalista statunitense (Salt Lake City, n. 1902 - New York, † 1934)
- Wallace Wattles, scrittore statunitense (n. 1860 - † 1911)

## Storici(2)
- Wallace Klippert Ferguson, storico canadese (Toronto, n. 1902 - † 1983)
- Wallace Stegner, storico e scrittore statunitense (Lake Mills, n. 1909 - Santa Fe, † 1993)

## Trombettisti(1)
- Wallace Roney, trombettista statunitense (Filadelfia, n. 1960 - Paterson, † 2020)

## Velocisti(1)
- Wallace Spearmon, velocista statunitense (Chicago, n. 1984)

## Violinisti(1)
- Wallace Hartley, violinista e direttore d'orchestra inglese (Colne, n. 1878 - Oceano Atlantico, † 1912)

## Wrestler(1)
- Stan Lane, ex wrestler statunitense (Greensboro, n. 1953)

## Zoologi(1)
- Wallace Craig, zoologo statunitense (Toronto, n. 1876 - Woods Hole, † 1954)